# Villenave-près-Béarn
Villenave-près-Béarn är en kommun i departementet Hautes-Pyrénées i regionen Occitanien i sydvästra Frankrike. Kommunen ligger i kantonen Vic-en-Bigorre som tillhör arrondissementet Tarbes. År 2022 hade Villenave-près-Béarn 69 invånare.

## Befolkningsutveckling
Antalet invånare i kommunen Villenave-près-Béarn
| Referens: INSEE |